# 타타르산
타타르산(영어: tartaric acid)은 흰색 결정을 지닌 유기산의 일종이다. 타르타르산, 주석산(酒石酸)이라고도 한다.  주석산은 포도, 바나나, 타마린드와 같은 많은 식물에서 존재하며, 포도주에서 발견되는 주요한 산의 일종이다. 신맛을 가하기 위해 식품에 첨가되기도 하며, 산화방지제로서 사용되기도 한다.